# الحريق (رواية)
بليز أو الحريق هي رواية للكاتب الأمريكي ستيفن كينغ، نُشرت تحت الاسمال مستعار ريتشارد باكمان. أعلن كينغ على موقعه على الإنترنت أنه «وجدها» في علية. في الواقع (كما هو مذكور في الكلمة الختامية لـ «الفصول المختلفة»)، كُتبت قبل كاري، وعرض كينغ المسودة الأصلية للرواية على ناشري دابلداي في وقت نفسه الذي عرض فيه أرض سالم. اختيرت أرض سالم لتكون روايته الثانية، وأصبحت رواية شعلة أو بليز «رواية مكتشفة». أعاد كينغ كتابة النص المكتوب يدويًا، وعدّل الكثير مما اعتبره مفرطًا في المشاعر في النص الأصلي، وعرض الكتاب للنشر في عام 2007. يحتوي الكتاب أيضًا على «ذاكرة»، وهي قصة قصيرة نشرت لأول مرة في عام 2006، وعمل كينغ من حينها في كتابة رواية مفتاح دوما.

## ملخص الحبكة
تتعلق القصة بكلايتون بليزدل الابن (المعروف باسم «الحريق أو بليز»، وبالتالي عنوان الرواية)، وهو محتال معوّق عقليًا يختطف نجل رجل نبيل ثري، على أمل تحقيق أحلام جورج توماس راكلي، صديق بليز المقرب المتوفى، وشريكه في الجريمة والذي يستمر في مساعدته.

## تعليقات كينغ على الكتاب
على موقع كينغ الإلكتروني، نُشر ما يلي في قسم «الأعمال المستقبلية» في 28 نوفمبر، 2006:
طلب الكثير منكم المزيد من المعلومات حول الحريق (بليز) في أعقاب ذكر ستيف له في جولته الأخيرة الخاصة بكتاب قصة ليزي. هذه رواية أخرى باسم باكمان أعاد اكتشافها مؤخرًا. كانت المخطوطة الأصلية للحريق، بليز، مؤلفة من 173 صفحة، وكُتبت في عام 1973. أعاد كتابة أول 100 صفحة. احتاج الكثير منها إلى التحرير لجعله أكثر ملاءمة، لأن مراجع 1973 لم تعد ذات فائدة. يأمل كينغ في تحقيق ذلك بحلول نهاية العام. لم يتم توقيع صفقة نشر، لكنه متأكد من أنها ستوقع.
في مقابلة مع ليليا من مكتبة ليليا (نُشرت في 16 يناير 2007)، قال كينغ:
كنت أفكر في [رواية الحريق، بليز] وأتوقف عن ذلك لفترة من الوقت وفي كل مرة كنت أفكر فيها... أنت تعرفين أنني كتبت الكتب الأولى باسم كتب ريتشارد باكمان، وهذا سيكون كتاب باكمان لأنه جاء من نفس الفترة الزمنية. كُتب قبل كاري مباشرة وفكرت أخيرًا بيني وبين نفسي... أن السبب في أنني لم أنشره قط لأنه، في ذاكرتي على الأقل، كان كتابًا مُسيلًا للدموع، وكان عاطفيًا نوعًا ما... أفكر بين الحين والآخر فيما قاله أوسكار وايلد عن بائعة الكبريت. قال إنه من المستحيل أن تقرأ عن بائعة الكبريت دون إسالة دموع الضحك... وهو محزن إلى درجة الإضحاك.
(كان اقتباس وايلد الفعلي عن رواية تشارلز ديكنز بعنوان متجر الفضول القديم: «يجب أن يتمتع المرء بقلب من الحجر لقراءة موت نيل الصغير دون أن يضحك».)